# チェボクサル
チェボクサル（ロシア語: Чебоксарыチェボクサールィ；ラテン文字転写の例:Cheboksary）は、ロシア連邦に属するチュヴァシ共和国の首都である。ロシア語ではチェボクサルィ、チュヴァシ語ではシュパシカル（Шупашкар）と呼ばれる。人口は約44万人（2008年）。ヴォルガ川右岸、ニジニ・ノヴゴロドとカザンのあいだに位置する河港都市。
市内は3つの地区に分けられる。衛星都市ノヴォチェボクサルスク（人口約12万人）を持つ。8月の第3日曜がチェボクサル市の日とされている。

## 歴史
カザン・ハン国との戦いに向かうロシア軍が途中でこの町に滞在したことを記した1469年の史料に、初めて町についての言及が見られるが、実際にはそのずっと以前から町があったと考えられる。発掘では、8世紀末から9世紀初めごろに既にボルガル・チュヴァシ人の集落があったと推定されている。
17世紀から18世紀初めにかけて、ヴォルガ川沿岸地域の重要な交易地として知られていた。1781年、カザン県の都市として登録される。19世紀初めの人口は約3,500人。林業など、小さな工場があった。20世紀初めの人口は5,100人。

## 姉妹都市
- アンタルヤ、トルコ
- サンタ・クララ、キューバ
- エゲル、ハンガリー